# Alfred Harrison Joy
Alfred Harrison Joy (* 23. September 1882 in Greenville, Illinois; † 18. April 1973 in Pasadena, Kalifornien) war ein US-amerikanischer Astronom.

## Leben und Wirken
Nachdem er seinen Bachelor am Greenville College in Illinois und den Master in Physik am Oberlin College erworben hatte, lehrte Joy zehn Jahre an der Amerikanischen Universität Beirut und wurde Professor und Leiter des dortigen Observatoriums. In dieser Zeit baute er während Besuchen an verschiedenen europäischen und amerikanischen Observatorien Kontakte zu Astronomen wie Henry Norris Russell auf. Der Erste Weltkrieg verhinderte 1915 seine Rückkehr von einer Reise in die USA nach Beirut, danach war er bis zu seiner Pensionierung 1948 am Mount-Wilson-Observatorium tätig und blieb auch danach wissenschaftlich aktiv.
Am Mount-Wilson-Observatorium befasste er sich zunächst mit Sonnenbeobachtungen, wandte sich aber schon 1916 seinem späteren Hauptarbeitsgebiet, der Spektroskopie der Sterne, zu. In umfassenden Beobachtungsprojekten maßen er und seine Mitarbeiter Radialgeschwindigkeiten, bestimmten über spektroskopische Parallaxen die Entfernung von Sternen und untersuchten veränderliche Sterne wie Mira. Er identifizierte die Klasse der T-Tauri-Sterne. Basierend auf seinen Radialgeschwindigkeitsmessungen untersuchte er die Rotation und Struktur der Milchstraße.
Joy war 1931 und 1939 Präsident der Astronomical Society of the Pacific und 1949 bis 1952 Präsident der American Astronomical Society. 1944 wurde er in die National Academy of Sciences gewählt und 1950 erhielt er die Bruce Medal. 2007 wurde der Asteroid (11769) Alfredjoy nach ihm benannt. Auch der Mondkrater Joy ist nach ihm benannt.